# تومي ياكوبسن
تومي ياكوبسن (بالنرويجية: Tommy Jakobsen)‏ (و. 1970  م) هو لاعب هوكي الجليد نرويجي، ولد في أوسلو، شارك في الألعاب الأولمبية الشتوية 2010، والألعاب الأولمبية الشتوية 1992، والألعاب الأولمبية الشتوية 1994، مركز لعبه هو مدافع ‏.

## جوائز
حصل على جوائز منها:
- جائزة القرص الذهبي [الإنجليزية]‏ (2003).

## روابط خارجية
- تومي ياكوبسن على موقع EliteProspects.com (الإنجليزية)
- تومي ياكوبسن على موقع Eurohockey.com (الإنجليزية)
- تومي ياكوبسن على موقع HockeyDB.com (الإنجليزية)
- تومي ياكوبسن على موقع أوليمبيديا (الإنجليزية)